# Elina
Elina — рід грибів родини Thraustochytriaceae. Назва вперше опублікована 2001 року.

## Класифікація
До роду Elina відносять 3 види:
- Elina maris-alba
- Elina maris-albi
- Elina sinorifica